# Паннарале, Аннализа
Анна Лучия Лиза Паннарале (итал. Anna Lucia Lisa Pannarale, родилась 13 марта 1976 года в Триджано) — итальянский политик, секретарь Палаты депутатов Италии от партии «Левые Экология Свобода» (2013—2014), ныне депутат партии «Итальянские левые» (с 2016).

## Биография
С 2007 года — секретарь ячейки Партии коммунистического возрождения в Бари. С 2010 года — секретарь регионального отделения партии «Левые Экология Свобода» в Апулии. Участвовала в парламентских выборах 2013 года, избрана 19 марта в Палату депутатов от XXI избирательного округа Апулии.
С 21 марта 2013 года по 31 октября 2014 года Аннализа Паннарале была одним из секретарей Палаты депутатов. С 23 февраля 2015 года состоит в VII комиссии (по культуре, науке и образованию); ранее была в комиссии по европейской политике. С 17 декабря 2016 года депутат партии Итальянских левых, с 24 мая 2017 года входит в парламентскую группу «Итальянские левые — Левые Экология Свобода — Возможно».